# Зябликова, Аида Петровна
Аи́да Петро́вна Зя́бликова (род. 16 марта 1940) — советский и российский режиссёр-мультипликатор. Заслуженный работник культуры Российской Федерации (2014).

## Биография
Училась в Художественном училище в Ярославле 1958—1963 годах. Преподавала в городе Омске в Художественной школе (1963—1967)  Училась во ВГИКе, на курсе художников-мультипликаторов (1967—1973).
На студии «Союзмультфильм» (1971—1974), а после на студии «Мульттелефильм» и Творческом объединении «Экран». Работала с художниками: Геннадием Смоляновым, Анной Потрясаевой, Ольгой Титовой и другими.
Экранизировала сказки Татьяны Александровой «Домовёнок Кузя» (4 фильма, 1984—1987) по сценарию Марины Вишневецкой и Валентина Берестова.
Также работала на студии «Кристмас Филмз» (1993—2002), а потом на ФГУП «Союзмультфильм» .
Участвовала в проектах «Шекспир в анимации», «Библия в анимации», по заказу телевидения Великобритании.
C 2003 года преподаёт во ВГИКе. Снималась в документальном телефильме «Куклы в мире людей».

## Фильмография

### Режиссёр
- «Муми-тролль и комета» (Фильм первый) (1978)
- «Муми-тролль и другие» (1978)
- «Акаиро» (1980)
- «Жил-был Саушкин 1» (1981)
- «Жил-был Саушкин 3» (1982)
- «Следствие ведут колобки. Фильм 1.» (1983)
- «Следствие ведут колобки. Похищение века» (1983)
- «Три медведя» (1984)
- «Домовёнок Кузя. Дом для Кузьки» (1984)
- «Не надо торопиться» (1985)
- «Домовёнок Кузя. Приключения домовёнка» (1985)
- «Домовёнок Кузя. Сказка для Наташи» (1986)
- «КОАПП. Тайна зелёного острова» (1986)
- «Домовёнок Кузя. Возвращение домовёнка» (1987)
- «Расскажите сказку, доктор 1» (1988)
- «Расскажите сказку, доктор 2» (1988)
- «Расскажите сказку, доктор 3» (1988)
- «Карманник» (1990)
- «В стране Бобберов 1. Гомункулос» (1991)
- «В стране Бобберов 2. Обед с господином Грызли» (1993)
- «Укрощение строптивой», цикл «Шекспир: Великие комедии и трагедии» (1993)
- «Иосиф» (1996)
- «Кентерберийские рассказы» (2000)
- «Мир Хэми и Гофа» (2002)
- «Кролик с капустного огорода» (2006)
- «Меню» (2007)

### Художница-мультипликатор
- «Золочёные лбы» (1971)
- «Край земли» (1971)
- «Митя и Микробус» (1973)
- «Волшебник Изумрудного города» (1974)
- «Волк и семеро козлят на новый лад» (1975)[3]
- «Лямзи-тыри-бонди, злой волшебник» (1976)
- «Незнайка в Солнечном городе (1976—1977)
- «Осьминожки» (1976)[3]
- «Сказка о потерянном времени» (1978)[3]
- «Малиновка и медведь» (1983)

### Документальное кино
Аида Зябликова снималась в документальном сериале:
- 2007 «Фабрика чудес»[4]

## Награды
- 1990 «Карманник»:
  - Приз МКФ в Пост-Мантре, 1991,
  - Приз I МФАФ «Крок», 1991;
- 1996 «Иосиф» — Приз «Серебряный Пульчинелло» за режиссуру на МКФ в Амальфи, 1997;
- 2000 «Кентерберийские рассказы»:
  - Приз Британской академии BAFTA за 1-ю серию,
  - Номинация на премию «Оскар», 1998,
  - Первый приз за лучший а/ф для телевидения на МКФ в Лос-Анджелесе, 2000.[5]
- 2007 «Кролик с капустного огорода»:
  - Лауреатка XI Всероссийского фестиваля визуальных искусств в «Орлёнке»[6]
  - Лучший профессиональный фильм для семейного просмотра на Международном фестивале детского анимационного кино «Золотая рыбка»[7]
  - Диплом «За раскрытие темы семьи» — II Международный кинофестиваль семейных и детских фильмов «Верное сердце»[8]
- 2008 «Меню» — Приз «Фортуна» на ОРФАК Суздаль-2008[9]
- 2012 — Благодарность Министерства культуры Российской Федерации — за большой вклад в российскую анимацию, многолетнюю плодотворную работу и в связи со 100-летием мультипликационного кино[10]
- 2014 — Заслуженный работник культуры Российской Федерации (14 августа 2014 года) — за большие заслуги в развитии отечественной культуры и искусства, телерадиовещания, печати, связи и многолетнюю плодотворную деятельность[11]